# Etoumbi
Etoumbi is een stad in de regio West-Cuvette in het noordwesten van Congo-Brazzaville. De meeste inwoners voorzien in hun levensonderhoud door jacht in het plaatselijke oerwoud.
In Etoumbi is in het begin van de 21e eeuw viermaal Ebola uitgebroken. Dat zou veroorzaakt kunnen zijn door het eten van vlees van dood gevonden dieren door dorpelingen. In 2003 stierven 120 mensen aan de ziekte. Een uitbraak in mei 2005 leidde tot het in quarantaine plaatsen van de stad.